# Benedetti–Wehrli Stadium
Benedetti-Wehrli Stadium er et stadion i Naperville, Illinois, der åbnede i 1999. Det bruges primært til fodbold og amerikansk fodbold. Stadionet kan rumme 15.000 mennesker.
| Idrætsanlæg | Spire Denne artikel om et idrætsanlæg er en spire som bør udbygges. Du er velkommen til at hjælpe Wikipedia ved at udvide den. |

41°46′10.25″N 88°8′45.38″V / 41.7695139°N 88.1459389°V